# 손질
손질은 자신의 집이 없는 결함에 대비하여 손을 쓰는 것이다. 단수로 몰리거나 연결이 끊겨서 죽게 되거나 빅이 되는 경우를 방지하고 잡은 상대방의 돌을 따내기 위해 착수하는 것이다.